# Napoleon Pop
Napoleon Pop (n. 3 februarie 1945, Râmnicu Vâlcea, Vâlcea, România – d. 4 septembrie 2023) a fost un economist și politician român, membru al Parlamentului României în legislatura 2000-2004 pe listele PNL. Napoleon Pop a fost validat ca deputat pe data de 28 decembrie 2000, când l-a înlocuit pe deputatul Theodor Dumitru Stolojan. Napoleon Pop a demisionat pe data de 11 octombrie 2004 și a fost înlocuit de deputatul Mircea Ciopraga.

## Biografie
Napoleon Pop s-a născut la data de 3 februarie 1945 în orașul Râmnicu Vâlcea. A absolvit în anul 1967 cursurile Facultății de Comerț Exterior din cadrul A.S.E. București. Ulterior a mai absolvit cursuri de perfecționare în administrație centrală și locală la Institutul pentru Dezvoltare Economică și Administrație Publică din Italia (6 luni - 1971) și în marketing și management internațional la Tufts University Medford, SUA (6 luni - 1976).
După absolvirea facultății, a lucrat la Institutul de Economie Mondială mai întâi ca cercetător științific - modelare matematică, statistică, conjunctură economică și studii de piață și marketing (1967-1976), fiind promovat apoi ca  șeful Sectorului țări cu economie de piață (1977-1980) și șeful Oficiului de Informare Documentară pentru Comerțul Exterior (1981-1989).
În paralel, în perioada 1971-1977, a lucrat și ca profesor asociat la Școala Postliceală de Comerț Exerior din București. A obținut în anul 1981 titlul științific de doctor în economie, specialitatea relații internaționale la ASE București.
După Revoluția din decembrie 1989, Napoleon Pop este numit în funcția de director științific al Institutului de Economie Mondială și director al Centrului de Informare Economică (1989-1990). Devine apoi secretar de stat, șef al departamentului Comerț Exterior din cadrul Ministerului Comerțului și Turismului (6 iulie 1990 - 5 ianuarie 1993) și apoi secretar de stat, șeful Departamentului de Integrare Europeană din Guvernul României (5 ianuarie 1993 - 1 august 1994).
În anul 1994 trece în lumea afacerilor, fiind numit în funcția de Președinte-Director General la World Trade Center București. După o perioadă în care a activat ca ministru-consilier la Ambasada României din Washington (1996-1998), revine în mai 1998 la World Trade Center ca director Programe și apoi din decembrie 2000 ca director general.
În urma alegerilor parlamentare din  26 noiembrie 2000 și după demisia din Parlament a lui Theodor Stolojan, Napoleon Pop devine la 28 decembrie 2000 deputat de București pe listele PNL (Partidul Național Liberal). În această calitate, este membru al Comisiei pentru politică economică, reformă și privatizare (decembrie 2000 - octombrie 2003) și apoi al Comisiei pentru muncă și protecție socială (octombrie 2003 - octombrie 2004). În anul 2001, efectuează un curs de pregătire parlamentară pentru relațiile cu FMI și Banca Mondială (Viena/Austria, organizator FMI).
În anul 2000 a fost coordonator tehnic al campaniei electorale pentru alegerile parlamentare și prezidențiale în municipiul București, în cadrul Departamentului de Campanie al PNL București. Din anul 2002, deține funcția de președinte al Comisiei de Politică Externă a Partidului Național Liberal, iar pentru o perioadă este vicepreședinte al Comitetului de coordonare și conducere al Filialei municipiului București (ianuarie - noiembrie 2002).
La data de 28 septembrie 2004, Parlamentul României l-a ales ca membru al Consiliului de administrație al Băncii Naționale a României. Demisionează la data de 11 octombrie 2004 din Parlamentul României, fiind înlocuit de către Mircea Ciopraga.
De asemenea, din august 2004 deține funcția de director al Centrului de Cercetări Financiare și Monetare “Victor Slăvescu” din cadrul Institutului Național de Cercetări Economice al Academiei Române. Din septembrie 2004, este membru al Comitetului Interinstituțional pentru elaborarea Planului Național de dezvoltare 2007-2013.
La data de 2 februarie 2007, președintele României, Traian Băsescu, i-a conferit  Ordinul "Meritul Industrial și Comercial" în grad de Comandor, pentru "cea mai spectaculoasă perioadă de creștere de după de cel de-al Doilea Război Mondial", cu această ocazie fiind decorat întregul Consiliu de Administrație al BNR.
Napoleon Pop este căsătorit și are doi copii.

## Cărți și lucrări publicate
- Un model econometric previzional privind volumul exportului global al României în revista "Probleme economice" nr. 11/1968 - coautor;
- Criza economică mondială (1986) - coautor;
- Proiect pentru o strategie a relațiilor România - SUA (1996);
- Propunere de proiect de sprijin în realizarea obiectivului securității naționale la care SUA și lărgirea NATO sunt parte (1996);
- Priorități imediate în dezvoltarea relațiilor economice bilaterale România - SUA, cu impact în decizia politică a SUA pentru aderarea României la NATO (1996);
- Structuri și eforturi naționale pentru aderarea la NATO (1996);
- Relație preferențială România - SUA - Israel (1996);
- Relațiile României cu Ucraina din perspectiva aderării României la NATO (1996);
- România în NATO; stimularea unei decizii politice a Alianței în favoarea Romaniei (1997);
- Atitudinea proamericană și acțiunea pentru perceperea corectă a acesteia de către partenerul american (1997);
- Perspectiva tactică a corelației relație normală - relație de încredere - relație de parteneriat strategic între SUA și România (1970);
- Priorități în relațiile România - S.U.A.; un punct de vedere personal (1997);
- Turismul de afaceri (1998) ;
- Economia și securitatea (1998);
- Cooperarea între țările Europei centrale și de Est (1998);
- Fiscalitatea între rațiune și disperare (1998);
- Ce este rău cu noi? (1999);
- Un impas care trebuie depățit (1999);
- Politica de securitate națională și politica economică (1999);
- De ce o strategie economică națională? (1999);
- Pentru o strategie de reconstrucție economică a României (1999);
- Mediul economic și de afaceri (1999);
- Raționalitatea bugetului (1999);
- NATO 1999 (1999);
- Din nou o abordare de economie periculoasă (2000);
- Restructurarea economică (2000);
- Pentru o strategie de reconstrucție economică a României (2000);
- Încotro cu patronatul român (2000);
- Eticheta colaborării cu FMI (2000);
- Cetățeanul versus instituțiile statului (2000);
- Mediul economic și birocrația (2000);
- Nevoia de social-democrație reală (2000);
- Starea de normalitate (2000);
- Dualismul economiei românești (2000);
- Privatizarea în România (2001);
- 2007 – un termen realist de aderare a României la Uniunea Europeană (2002);
- România în fața deciziei de invitare la negocierile de aderare la NATO (2002);
- Mediul de afaceri românesc: De ce așa și încotro? (2002);
- România – Caracteristici prezente din perspectiva unor percepții (2002);
- Legitimitate mai multă pentru Europa Unită. Viitorul Europei mai aproape de cetățean (2002);
- Economia de piață funcțională (2003);
- Dualismul economiei românești vs reforma și funcționalitate de piață (2003);
- Starea actuală a economiei românești în raport cu strategia națională de dezvoltare economică a României pe termen mediu (2004);
- Dezvoltarea pentru integrare. Cazul României (2004) etc.